# Steinar Ege
Steinar Ege (født 10. april 1972 i Kristiansand) var en norsk håndboldspiller, der dog nu har indstillet karrieren, og han træner nu i stedet ungdomsholdene i FIF.
I Norge spillede han for Viking, ØIF, Arendal, Kristiansand, Stavanger IF, inden han kom til Tyskland og spillede for Bundesliga-klubberne VfL Gummersbach og THW Kiel. I Danmark spillede han for F.C. København Håndbold, inden herrerholdet blev købt over i AG København.
Ege spillede på det norske håndboldlandshold, som han har repræsenteret mere end 200 gange, blandt andet ved EM 2008 på hjemmebane.

## Eksterne links
- Wikimedia Commons har flere filer relateret til Steinar Ege
- Steinar Eges profil hos Det Europæiske Håndboldforbund (engelsk)
- Steinar Eges profil hos Norges håndboldforbund (norsk)
- Steinar Eges profil hos THW Kiel (tysk)
- Steinar Eges spillerinfo Arkiveret 31. december 2010 hos  Wayback Machine på AG Københavns officielle hjemmeside